# 인수 합병
인수 합병(引受合倂, 영어: Merger and Acquisition, M&A)는 인수와 합병을 아울러 부르는 말이다. '인수'는 하나의 기업이 다른 기업의 경영권을 얻는 것이고, '합병'은 둘 이상의 기업들이 하나의 기업으로 합쳐지는 것이다.

## 개요
기업의 인수·합병(Merger and Acquisition)에 있어, 기업의 합병이란 인수기업이 목표기업을 완전히 결합시켜 법률적으로나 사실적으로 하나의 단일기업을 만드는 것이고, 기업인수란 인수기업이 목표기업의 주식이나 자산의 상당부분을 취득하여 그 기업의 경영권을 획득하지만, 목표기업도 공존하고 있는 것을 의미하는데, 해당 목표기업의 경영권을 인수기업이 획득한다는 의미에서 인수와 합병이 혼동해서 쓰이고 있다.
기업의 경영자들은 기업의 생존과 성장을 위해서 각종 자산에 투자함으로써 특정 사업분야에 진출하는데, 이 경우 그 사업분야에서 이미 활용하고 있는 기업을 인수함으로써 가능할 수 있다.
즉 M & A의 경제적 동기로는 시너지 효과를 통한 경영효율성 증대, 사업 다각화를 통한 위험분산, 시장지배력 강화, 세금효과 등이 있으며, 최근에는 기업을 하나의 상품으로 취급하여 기업가치가 저평가되고 있는 기업을 사들여 이익을 남기고 되팔기도 한다. 즉 M & A는 비효율적인 기업을 인수함으로써 경제의 효율성 증대라는 긍정적인 측면도 있으나, M & A에 의한 경제력 집중은 거대기업군의 출현으로 인한 비효율성의 발생 또한 공존하기 때문에 비판이 일고 있다.

## 성격에 따른 분류
인수합병은 그 성격에 따라 2가지로 나눌 수 있다..

### 우호적 인수합병
상대기업의 동의를 얻고 그 기업의 경영권을 얻는 경우이다. 공개매수(takeover) 참조.

### 적대적 인수합병
적대적 인수합병(hostile takeover)이란 상대기업의 동의 없이 그 기업의 경영권을 얻는 경우이다. 공개매수(takeover) 참조.

## 방식에 따른 분류
- 자산인수
- 주식인수
- 흡수합병
- 신설합병
- 역합병

## 상법상 회사의 합병
합병이란, 2개 이상의 회사가 상법의 절차에 따라 청산절차를 거치지 않고 합쳐지면서 최소한 1개 이상의 회사의 법인격을 소멸시키되, 합병 이후에 존속하는 회사 또는 합병으로 인해 신설되는 회사가 소멸하는 회사의 권리의무를 포괄적으로 승계하고 그의 사원을 수용하는 회사법상의 법률사실을 말한다.

### 기능
회사는 합병을 통하여 경제적으로는 경영의 합리화, 영업비의 절감, 사업의 확장 등의 목적을 달성할 수 있으며, 법률적으로도 해산하는 회사의 청산절차의 생략, 재산의 이전에 따르는 세금의 경감 및 (특히 흡수합병의 경우)영업권 상실의 방지라는 이익을 얻을 수 있게 된다.

### 법적 성질
합병의 법적 성질에 대하여 견해가 여러 가지 있다.
1. 인격합일설
2. 현물출자설

### 제한
회사는 원칙적으로 자유롭게 합병할 수 있고(제174조 제1항), 종류가 다른 회사 즉, 인적회사와 물적회사간에도 합병할 수 있으며, 목적이 다른 회사간의 합병도 가능하다.

### 합병의 종류
- 흡수합병-우선 흡수합병은 존속합병이라고도 표현하는데, 비교적 경쟁이 심한 산업의 대기업과 중소 기업 간에서 많이 볼 수 있는 합병의 종류이고, 적자경영에 고민하는 기업을 우량기업이 흡수하는 경우가 대부분이다. 이 경우 적자기업에 도움을 주는 경우가 대부분이지만 합병효과가 신중히 계산되지 않았을 경우에는 반대로 흡수한 기업의 경영마저 악화하는 경우가 있기 때문에 신중한 계산이 필요하다.
- 신설합병-신설합병은 흡수합병과는 반대되는 개념의 합병 종류이다. 신설합병은 상법의 절차에 따라 합병 회사의 전부가 없어지고, 이들에 의하여 신설된 회사가 소멸 회사의 권리나 의무를 이어받고 사원을 수용하는 방식이다.
- 간이합병: 반대주주의 주식매수청구권이 인정된다. 주주총회를 거치지 않고 이사회의 승인을 얻어 합병결의를 할 수 있다[1].
- 소규모합병: 반대주주의 주식매수청구권이 인정되지 않는다[2].
- 적격합병

### 합병의 절차
1. 합병계약
2. 합병결의 (대내적) (상법 제230조, 제269조, 제287조의 41, 제522조, 제434조, 제598조, 제585조, 이하 법은 생략한다)
3. 합병반대주주의 주식매수청구권 (제522조의3)
4. 채권자보호절차 (대외적)
```
가. 합병결의 전 조처: 물적회사의 합병대차대조  표 공시(제522조의2, 제603조) 
나. 합병결의 후 조처: 회사의 채권자이의를위한 공고, 최고, 변제, 담보제공 등 (제232조 제2항, 동조 제3항, 제269조, 제287조의41, 제527조의5, 제603조)
```

5. 그 밖의 절차
```
가. 신설합병 설립위원선임 (제175조, 제230조, 제269조, 제287조의41, 제434조, 제585조)
나. 물적회사 합병의 형식적 절차
 (1) 흡수합병: 보고총회 (제526조, 제603조) 
 (2) 신설합병: 창립총회 (제527조, 제603조)
```

6. 합병등기 (제233조, 제234조, 제269조, 제287조의41, 제528조, 제603조)
7. 합병에 관한 서류의 사후 공시 (527조의 6, 522조의 2)

## 합병 무효의 소
상법 제529조 (합병무효의 소) (1) 합병무효는 각회사의 주주·이사·감사·청산인·파산관재인 또는 합병을 승인하지 아니한 채권자에 한하여 소만으로 이를 주장할 수 있다. 

(2) 제1항의 소는 제528조의 등기가 있은 날로부터 6월내에 제기하여야 한다.

## 판례

### 합병비율의 불공정
합병비율을 정하는 것은 합병계약의 가장 중요한 내용이고, 그 합병비율은 합병할 각 회사의 재산 상태와 그에 따른 주식의 실제적 가치에 비추어 공정하게 정함이 원칙이며, 만일 그 비율이 합병할 각 회사의 일방에게 불리하게 정해진 경우에는 그 회사의 주주가 합병 전 회사의 재산에 대하여 가지고 있던 지분비율을 합병 후에 유지할 수 없게 됨으로써 실질적으로 주식의 일부를 상실케 되는 결과를 초래하므로, 현저하게 불공정한 합병비율을 정한 합병계약은 사법관계를 지배하는 신의성실의 원칙이나 공평의 원칙 등에 비추어 무효이고, 따라서 합병비율이 현저하게 불공정한 경우 합병할 각 회사의 주주 등은 상법 제529조에 의하여 소로써 합병의 무효를 구할 수 있다.

### 소멸회사의 사원
회사의 합병이라 함은 두 개 이상의 회사가 계약에 의하여 신회사를 설립하거나 또는 그 중의 한 회사가 다른 회사를 흡수하고, 소멸회사의 재산과 사원(주주)이 신설회사 또는 존속회사에 법정 절차에 따라 이전·수용되는 효과를 가져오는 것으로서, 소멸회사의 사원(주주)은 합병에 의하여 1주 미만의 단주만을 취득하게 되는 경우나 혹은 합병에 반대한 주주로서의 주식매수청구권을 행사하는 경우 등과 같은 특별한 경우를 제외하고는 원칙적으로 합병계약상의 합병비율과 배정방식에 따라 존속회사 또는 신설회사의 사원권(주주권)을 취득하여, 존속회사 또는 신설회사의 사원(주주)이 된다.

## 회사 합병 등기
회사 합병 등기(會社合倂登記)는 회사가 합병을 한 때에 하는 등기를 말한다. 합명회사 또는 합자회사의 경우에 합병절차가 끝난 후에는 일정한 기간 내에 본점과 지점의 소재지에서 존속회사는 변경등기, 신설회사에서는 설립등기, 소멸회사는 해산등기를 하도록 규정한다(상법 제 233조·제269조). 주식회사와 유한회사에서의 흡수합병의 경우는 보고총회의 종료일, 신설합병의 경우는 창립총회의 종료일로부터 본점소재지에서는 2주간 내에, 지점소재지에서는 3주간 내에 변경등기·해산등기 또는 설립등기를 해야 한다(상법 제528조 제2항).

## 참고 문헌
- 정영철, 기업인수 5G, 박영사, 2015. ISBN 9791130327426
- M&A란? - 완벽가이드, 성공적인 인수 합병을 위한 핵심 전략
- M&A 절차 및 흐름 안내

## 같이 보기
- 승자의 저주
- 대한민국 상법 제529조
- 공개매수
- M&A란?